# 金星宝螺
金星宝螺（学名：或），是中腹足目宝螺科宝螺属的一种。主要分布于印度尼西亚、台湾，常栖息在深海。其种加词“guttata”意为“点状纹样的”。